# First Choice
First Choice, grupo vocal que apareció en el Philly soul en los '70, tuvo su primer hit musical con la pegadiza "Armed and Extremely Dangerous" (y ese urgente intro en el que decían: "calling all cars!"), que triunfo en las listas de R&B en el año 1973. Una de las últimas rememoraciones al grupo fue la que en 1999 hizo Mary J. Blige con una nueva versión del tema "Let No Man Put Asunder". El DJ de radio Georgie Woods introdujo a este trío en el soul Philly con su éxito debut dentro de este estilo "This Is the House Where Loved Died", que ya tuvo un cierto éxito a nivel nacional. A continuación le siguió su éxito "Armed and Extremely Dangerous". Estuvieron editando y grabando temas regularmente hasta 1983 cuando el sello "Salsoul" dejó de promocionarlas; un año después el trío se separaría. En 1987, la voz principal Rochelle Fleming, intentó hacer un intento de un nuevo First Choice junto a su prima Laconya Fleming y Lawrence Cottel. Rochelle Fleming es la única que continúa en el mundo del soul participando en distintos eventos.

## Discografía
| Año  | Título                        | Discográfica                      |
| ---- | ----------------------------- | --------------------------------- |
| 1973 | Armed and extremely dangerous | Philly Groove Records             |
| 1974 | The player                    | Philly Groove Records             |
| 1976 | So Let Us Entertain You       | Warner Bros. Records              |
| 1977 | Delusions                     | Gold Mind Records/Salsoul Records |
| 1978 | Hold your horses              | Gold Mind Records/Salsoul Records |
| 1980 | Breakaway                     | Gold Mind Records/Salsoul Records |